# Хостак, Эл
Альберт (Эл) Пол Хостак (англ. Al Hostak; 7 января 1916 — 13 августа 2006) — американский боксёр, чемпион мира по боксу в среднем весе в 1938 и 1939—1940 годах.

## Биография
Хостак родился в семье чешских иммигрантов в Миннеаполисе, ещё в младенческом возрасте переехал в Сиэтл. Во время учёбы в старшей школе Хостак регулярно подвергался насмешкам со стороны сверстников из-за своего заикания. Чтобы дать отпор обидчикам, он занялся боксом. После того, как у Хостака обнаружился талант к боксу, он бросил школу и занялся спортом профессионально. Его дебют на профессиональном ринге состоялся в 1932 году, когда Элу было 16 лет. В боксёрских кругах Хостак был известен как «Дикий славянин» (Savage Slav) и славился своим мощным ударом.
26 июля 1938 года Хостак встретился на ринге с чемпионом мира Фредди Стилом, имевшим на своём счету более 120 побед. Годом ранее Хостак уже одолел предыдущего чемпиона мира Эдди Риско. Бой за титул чемпиона мира по версии Национальной боксёрской ассоциации со Стилом перед 35 тыс. зрителей проходил при полном преимуществе Хостака, он четырежды отправлял противника в нокдаун и уже в первом раунде одержал победу нокаутом.
Уже первую защиту титула, состоявшуюся 1 ноября 1938 года Хостак проиграл боксёру из Бруклина Солли Кригеру. В этом бою Эл сломал обе руки, но выдержал на ринге 14 раундов, после чего был отправлен в первый за свою карьеру нокдаун. Победа досталась Кригеру судейским решением. В матче-реванше, состоявшемся 27 июня 1939 года, Хостак вернул себе титул. Он четыре раза отправлял находившегося в плохой форме Кригера в нокдаун. Своего титул чемпиона мира Хостак окончательно лишился 19 июля 1940 года, проиграв в 13-м раунде Тони Зэйлу. Это был их второй бой, первый состоялся на полгода раньше, но не был за титул. В нём также победил Зэйл. В третий раз они встретились на ринге 28 мая 1941 года, вновь бой был за титул и вновь Зэйл вышел победителем.
В 1942 году Хостак поступил на военную службу, служил в 101-й воздушно-десантной дивизии. После Второй мировой войны он вернулся на ринг, провёл ещё десяток боёв. В 33 года Хостак завершил спортивную карьеру, на профессиональном ринге он провёл 84 боя, в 64 одержал победу (в 41 нокаутом). После ухода из бокса Хостак работал помощником шерифа округа Кинг и охранником.